# 1936년
1936년은 수요일로 시작하는 윤년이다.

## 연호
- 대한민국 임시정부(大韓民國 臨時政府) 대한민국(大韓民國) 18년
- 중화민국(中華民國) 민국(民國) 25년
- 만주국(滿州國) 강덕(康德) 3년
- 일본(日本) 쇼와(昭和) 11년
- 응우옌 왕조(阮朝) 바오다이(保大) 11년

## 기년
- 만주국(滿洲國) 강덕제(康德帝) 5년
- 응우옌 왕조(阮朝) 보대제(保大帝) 11년

## 사건
- 1월 18일 - 김기창, 장우성 등이 후소회를 조직
- 1월 20일
  - 에드워드 8세가 영국의 왕으로 즉위
  - 숭실전문학교 교장 조지 S. 맥퀸이 신사 참배를 반대하여 파면됨.
- 1월 25일 - 조선총독부가 학무국 내에 사상계 설치
- 2월 1일 - 조선질소공장 폭리 견제책으로 외국비료 수입 결정
- 2월 14일 - 경성부 구역 확장, 고양군, 시흥군, 김포군 일부를 편입
- 2월 26일 - 일본 2·26 사건이 일어나다.
- 3월 7일 - 로카르노 조약 파기. 나치 독일, 라인란트 진주.
- 3월 14일 - 중국 뤼순 감옥에서 신채호 옥사
- 3월 23일 - 경기도, 동을 정으로 개편
- 5월 - 김동리 <무녀도>, 김유정 <동백꽃> 발표
- 5월 1일
  - 삼남지방 수재민 1,060명이 함경북도 지방으로 이주
  - 조선의 택시 운행에 미터제 실시
- 5월 21일 - 평양에서 전조선축구대회 개최
- 6월 - 안익태, 애국가 작곡
- 6월 3일
  - 장항제련소 준공
  - 조선총독부 발행 <조선민력>에서 음력 폐지 및 양력 발행 결정
- 6월 5일 - 전주사범학교 개교
- 7월 4일 - 조선(朝鮮)에서 지리산 쌍계사 지진이 일어나다.
- 7월 11일 - 일본 상인들의 조선쌀 불매운동으로 쌀값 폭락
- 7월 17일 - 에스파냐 내전 시작.
- 7월 20일 - 경춘철도 개통
- 7월 21일 - 간도 공산당 사건 관련자 이동선 등 18명의 사형 집행
- 8월 11일 - 신사규칙과 사원규칙 제정
- 8월 25일 - 일장기 말소 사건: 동아일보가 손기정 선수의 사진에서 일장기를 지운 채 보도, 무기정간 당함 (~1937년 6월)
- 9월 - 이상의 <날개> 발표
- 9월 1일 - 충청남도 부여 군수리 백제유적 발굴 개시
- 9월 5일 - 일장기 말소 사건으로 조선중앙일보가 자진 휴간
- 9월 7일 - 태즈메이니아주머니늑대의 마지막 한 마리가 태즈메이니아의 호바트 동물원에서 죽음으로 멸종됨.
- 10월
  - 경성 명동의 명치좌 준공.
  - 이효석, <메밀꽃 필 무렵> 발표
- 10월 1일 - 프란시스코 프랑코 장군, 스페인 국민당 정부 수반에 취임.
- 10월 21일 - 조선총독부, 사상범 감찰을 위해 경성, 평양, 광주 등에 감찰소와 출장소 설치 결정
- 10월 23일 - 한강인도교 개통
- 10월 25일 - 나치 독일과 이탈리아, 조약 체결. (베를린-로마 추축 성립.)
- 11월 - 서정주, 김동리 등이 <시인부락> 창간
- 11월 2일 - 이탈리아 독재자 베니토 무솔리니(Benito Mussolini)가 베를린-로마 추축을 선언하다.
- 11월 25일 - 나치 독일과 일본, 방공 협정 체결.
- 11월 30일 - 영국의 수정궁 화재로 소실되다.
- 12월 11일 - 조지 6세, 영국 국왕으로 즉위.
- 12월 12일 - 시안 사건 발생.

## 문화
- 2월 6일 - 제 4회 가르미슈파르텐키르헨 올림픽대회 개막 (~2월 16일).
- 8월 1일 - 독일에서 제 11회 베를린 올림픽대회 개막 (~8월 16일).
- 8월 9일 - 손기정이 베를린 올림픽 마라톤에서 우승했다.
- 10월 3일 - 일제강점기: 경성변호사회 설립.

- 11월 2일
  - 캐나다 방송협회가 설립되었다.
  - BBC가 세계 최초로 정규 텔레비전 방송 BBC one을 BBC 텔레비전 서비스라는 이름으로 개국하였다.
- 수색역 수색지하보도 준공.
- 소설 바람과 함께 사라지다 출판.

## 탄생

### 1월
- 1월 1일
  - 대한민국의 축구 선수 박세학. (~2021년)
  - 미국의 코스트코 창립자 짐 시네갈.
- 1월 2일 - 대한민국의 배우, 성우 김성원. (~2022년)
- 1월 4일 - 이탈리아의 철학자, 정치인 잔니 바티모. (~2023년)
- 1월 6일 - 우루과이의 언론인, 정치인, 대통령 훌리오 마리아 상기네티.
- 1월 9일
  - 대한민국의 성우 최흘. (~2018년)
  - 미국의 야구 선수 랠프 테리. (~2022년)
- 1월 10일
  - 대한민국의 정치인 김기수. (~2006년)
  - 대한민국의 기업인 최수부. (~2013년)
- 1월 11일 - 일본의 축구 선수 와타나베 마사시. (~1995년)
- 1월 15일 - 대한민국의 성우 김현직. (~2002년)
- 1월 22일 - 프랑스의 배우 쥘리에트 마이니엘. (~2023년)
- 1월 26일 - 대한민국의 작곡가 백병동.
- 1월 27일 - 대한민국의 야구 선수 김영덕. (~2023년)
- 1월 28일
  - 미국의 배우 앨런 알다.
  - 알바니아의 소설가 이스마일 카다레. (~2024년)

### 2월
- 2월 1일
  - 대한민국의 성우 고은정.
  - 대한민국의 성우 최흘. (~2018년)
- 2월 3일 - 대한민국의 패션디자이너, 예술가 이영희. (~2018년)
- 2월 4일 - 일본의 체조 선수 오노 기요코. (~2021년)
- 2월 8일 - 대한민국의 정치인 노재봉. (~2024년)
- 2월 9일
  - 대한민국의 축구 선수 박종환.
  - 독일의 추기경 게오르크 스테르진스키. (~2011년)
- 2월 12일 - 대한민국의 배우 김인태. (~2018년)
- 2월 14일 - 대한민국의 성직자 조용기. (~2021년)
- 2월 16일 - 아르헨티나의 영화감독 페르난도 솔라나스. (~2020년)
- 2월 17일 - 미국의 배우 짐 브라운. (~2023년)
- 2월 18일 - 대한민국의 공무원 김성연.
- 2월 20일 - 일본의 프로 야구 선수, 야구 감독 나가시마 시게오.
- 2월 22일
  - 체코슬로바키아의 피겨스케이팅 선수 카롤 디빈. (~2022년)
  - 미국의 영화배우 엘리자베스 맥래. (~2024년)
- 2월 23일 - 대한민국의 태권도 무술가 김정길.
- 2월 25일 - 영국의 기업인 피터 힐우드. (~2018년)
- 2월 29일 - 인도네시아의 작가 엔하 디니.

### 3월
- 3월 5일 - 대한민국의 희극인 남보원. (~2020년)
- 3월 9일 - 대한민국의 공무원 김광섭. (~1987년)
- 3월 10일 - 스위스의 축구 행정가 제프 블라터.
- 3월 11일
  - 독일의 바이러스 학자 하랄트 추어 하우젠. (~2023년)
  - 미국의 대법관 앤터닌 스컬리아. (~2016년)
- 3월 17일 - 미국의 배우 패티 말로니. (~2025년)
- 3월 19일 - 스위스의 배우 우르줄라 안드레스.
- 3월 25일 - 독일의 육상 선수 카를 카우프만. (~2008년)
- 3월 27일 - 대한민국의 배우 겸 국회의원 이낙훈. (~1998년)
- 3월 20일 - 대한민국의 배우 엄앵란.

### 4월
- 4월 1일 - 파키스탄의 핵과학자 압둘 카디르 칸. (~2021년)
- 4월 2일 - 라트비아의 배우 신시아 린. (~2014년)
- 4월 5일 - 대한민국의 정치인 정시채. (~2023년)
- 4월 6일
  - 대한민국의 시인 신경림. (~2024년)
  - 독일의 물리학자  페터 풀데. (~2024년)
  - 대한민국의 영화배우 트위스트 김. (~2007년)
- 4월 9일 - 대한민국의 역사학자 유영익. (~2023년)
- 4월 13일
  - 대한민국의 소설가 최인훈. (~2018년)
  - 대한민국의 기업인 이내흔. (~2023년)
- 4월 14일 - 인도의 추기경 이반 디아스. (~2017년)
- 4월 20일 - 대한민국의 정치인 김선흥. (~2013년)
- 4월 22일
  - 대한민국 태생 미국의 공학자 서남표.
  - 일본의 야구 선수 고바 다케시. (~2021년)
- 4월 23일 - 미국의 싱어송라이터 로이 오비슨. (~1988년)
- 4월 25일 - 칠레의 축구 선수 레오넬 산체스. (~2022년)
- 4월 27일 - 대한민국의 정치인 김택환. (~2002년)
- 4월 28일 - 일본의 야구 선수 나카 도시오. (~2023년)
- 4월 29일
  - 대한민국의 정치인 이종찬.
  - 인도의 지휘자 주빈 메타.
  - 잉글랜드의 은행가 제4대 로스차일드 남작 제이콥 로스차일드. (~2024년)
- 4월 30일 - 대한민국의 물리학자 최덕인. (~2022년)

### 5월
- 5월 5일 - 대한민국의 정치인 안영기. (~2023년)
- 5월 6일 - 대한민국의 정치인 윤국노. (~1986년)
- 5월 9일 - 영국의 배우 글렌다 잭슨.
- 5월 10일 - 대한민국의 정치인 강경식.
- 5월 15일 - 대한민국의 기업인, 광역의원 이기웅.
- 5월 16일 - 조선민주주의인민공화국의 지휘자 김병화. (~2021년)
- 5월 17일 - 미국의 영화감독, 배우 데니스 호퍼. (~2010년)
- 5월 19일 - 대한민국의 역사학자 이인호.
- 5월 21일 - 말레이시아의 정치인 압둘 타입 마흐무드. (~2024년)
- 5월 25일 - 대한민국의 비전향 장기수 최수일.
- 5월 26일 - 일본의 전 축구 선수 사에키 히로시.
- 5월 30일 - 대한민국의 가수, 전 국회의원 최희준. (~2018년)
- 5월 31일 - 대한민국의 작곡가 황병기. (~2018년)

### 6월
- 6월 2일 - 소련의 육상 선수 볼로디미르 홀루브니치. (~2021년)
- 6월 3일 - 대한민국의 정치인 이영권. (~2024년)
- 6월 4일 - 미국의 배우 브루스 던.
- 6월 5일 - 대한민국의 드라마 연출감독 김재형. (~2011년)
- 6월 13일 - 프랑스의 장거리 달리기 선수 미셸 재지. (~2024년)
- 6월 14일 - 대한민국의 정치인 권정달.
- 6월 15일 - 프랑스의 영화배우 클로드 브라쇠르. (~2020년)
- 6월 17일 - 영국의 영화감독 켄 로치.
- 6월 22일
  - 대한민국의 배우 곽경환. (~2022년)
  - 미국의 싱어송라이더, 배우 크리스 크리스토퍼슨. (~2024년)
- 6월 23일 - 그리스의 정치인 코스타스 시미티스. (~2025년)
- 6월 24일 - 미국의 배우, 영화감독 로버트 다우니 시니어. (~2021년)
- 6월 29일 - 미국의 야구 선수 하먼 킬러브루. (~2011년)

### 7월
- 7월 1일 - 미국의 영화배우 론 마삭. (~2022년)
- 7월 12일 - 일본의 부동산 개발업자 모리 아키라.
- 7월 13일 - 대한민국의 민주운동가 정해숙
- 7월 16일
  - 일본의 정치인 후쿠다 야스오.
  - 미국의 야구 선수 에디 피셔.
- 7월 23일 - 대한민국의 연출가 김재형. (~2011년)
- 7월 24일
  - 미국의 배우 댄 이노산토.
  - 미국의 영화배우 마크 고다드. (~2023년)
  - 미국의 배우 루스 버지. (~2025년)

### 8월
- 8월 1일
  - 대한민국의 법조인 최광률. (~2024년)
  - 프랑스의 패션 디자이너 이브 생 로랑. (~2008년)
- 8월 10일 - 대한민국의 문학평론가 김윤식. (~2018년)
- 8월 11일 - 대한민국의 헌법학자 허영.
- 8월 13일
  - 대한민국의 배우 신구.
  - 일본의 소설가 양석일. (~2024년)
- 8월 17일 - 미국의 컴퓨터 과학자 마거릿 해밀턴.
- 8월 18일 - 미국의 배우, 영화 감독 로버트 레드퍼드.
- 8월 20일 - 대한민국의 전 국회의원 강인섭. (~2016년)
- 8월 21일 - 미국의 농구 선수 윌트 체임벌린. (~1999년)
- 8월 22일
  - 대한민국의 정치인 고동주. (~2023년)
  - 일본의 배우 카와구치 히로시. (~1987년)
- 8월 24일 - 영국의 소설가 A. S. 바이엇. (~2023년)
- 8월 26일
  - 대한민국의 기자 김영희. (~2020년)
  - 영국의 명예교수 베네딕트 앤더슨. (~2015년)
- 8월 29일 - 미국의 정치인 존 매케인. (~2018년)

### 9월
- 9월 3일 - 튀니지의 정치인 벤 알리. (~2019년)
- 9월 6일 - 대한민국의 정치인 조상래. (~2021년)
- 9월 8일 - 인도의 기업인 인두 자인. (~2021년)
- 9월 9일
  - 일본의 건축가 하라 히로시. (~2025년)
  - 영국의 축구 전문 기업인 데이비드 골드. (~2023년)
- 9월 14일 - 미국의 약리학자 페리드 머래드. (~2023년)
- 9월 19일 - 영국의 영화배우 애너 카렌. (~2022년)
- 9월 21일 - 러시아의 정치인 유리 루시코프. (~2019년)
- 9월 22일 - 독일의 배우 로거 프리츠. (~2021년)
- 9월 24일
  - 대한민국의 정치인 강광.
  - 미국의 인형 연극가 짐 헨슨. (~1990년)
- 9월 25일 - 대한민국의 음악학자, 소설가 이강숙. (~2020년)
- 9월 27일 - 대한민국의 군인, 정치인 장세동.
- 9월 28일 - 대한민국의 정치인 김용갑.
- 9월 29일 - 이탈리아의 정치인 실비오 베를루스코니. (~2023년)
- 9월 30일 - 미국의 법조인, 외교관, 정치인, 변호사 짐 새서. (~2024년)

### 10월
- 10월 2일 - 대한민국의 교육자 조경식. (~2024년)
- 10월 3일 - 대한민국의 정치인 홍선기. (~2025년)
- 10월 4일 - 오스트리아의 건축가 크리스토퍼 알렉산더. (~2022년)
- 10월 5일 - 체코의 작가, 대통령 바츨라프 하벨. (~2011년)
- 10월 8일 - 소련의 영화배우 레오니트 쿠라블료프. (~2022년)
- 10월 10일 - 아일랜드의 가수 디키 록. (~2024년)
- 10월 11일 - 대한민국의 만화가 신동우. (~1994년)
- 10월 19일 - 미국의 배우 토니 로 비안코. (~2024년)
- 10월 20일 - 대한민국의 음악가 김기웅. (~2013년)
- 10월 21일 - 대한민국의 국회의원 심융택. (~2018년)
- 10월 22일 - 대한민국의 희극인, 방송인 자니 윤. (~2020년)
- 10월 26일 - 헝가리의 작가 케네즈 헤카 에텔카. (~2024년)
- 10월 28일 - 대한민국의 정치인 장영철. (~2023년)
- 10월 30일 - 대한민국의 방송인 겸 정치인 민창기. (~2014년)

### 11월
- 11월 1일 - 대한민국의 배우 오현경.
- 11월 2일
  - 대한민국의 통계학자 김재주. (~2025년)
  - 미국의 신학자 로즈메리 래드퍼드 류터. (~2022년)
- 11월 5일 - 독일의 축구 선수 우베 젤러. (~2022년)
- 11월 7일 - 미국의 농구 선수 앨 애틀리스. (~2024년)
- 11월 8일 - 이탈리아의 배우 비르나 리시. (~2014년)
- 11월 11일
  - 대한민국의 배우 오현경. (~2024년)
  - 대한민국의 언론인 한창기. (~1997년)
- 11월 16일 - 미국의 역도 선수 아이작 버거. (~2022년)
- 11월 20일 - 미국의 소설가 돈 디릴로.
- 11월 22일 - 스코틀랜드의 축구 선수 앨릭스 스콧. (~2001년)
- 11월 24일 - 영국의 기업인 데이브 웰런.
- 11월 28일
  - 프랑스의 작가, 비평가 필리프 솔레르스. (~2023년)
  - 일본의 배우, 가수 사토미 코타로.
- 11월 30일 - 미국의 활동가 애비 호프만. (~1989년)

### 12월
- 12월 2일 - 대한민국의 교육인 송자. (~2019년)
- 12월 8일 - 미국의 배우 데이비드 캐러딘. (~2009년)
- 12월 10일 - 대한민국의 시인, 문학가 구중서.
- 12월 13일 - 니자리파의 지도자 아가 칸 4세. (~2025년)
- 12월 17일 - 가톨릭의 제266대 교황 교황 프란치스코.
- 12월 19일 - 대한민국의 기업인 김우중. (~2019년)
- 12월 20일 - 대한민국의 소설가 서정인. (~2025년)
- 12월 23일
  - 미국의 배우 프레더릭 포러스트. (~2023년)
  - 러시아의 가수 율리 김.
- 12월 25일 - 대한민국의 정치인 황호동. (~2010년)
- 12월 27일 - 오스트레일리아의 자선가 제임스 해리슨. (~2025년)
- 12월 28일 - 대한민국의 정치인 한승수.
- 12월 29일 - 미국의 배우 메리 타일러 무어. (~2017년)

### 미상
- 대한민국의 정치인 김정원. (~2023년)
- 대한민국의 법조인 김종배. (~2011년)
- 대한민국의 법조인 김택수.
- 대한민국의 국가무형문화재 유영기. (~2023년)
- 대한민국의 가수 이한필. (~2015년)
- 이탈리아의 작가 다차 마라이니.
- 대한민국의 국문학자 홍일식. (~2023년)
- 대한민국의 기업인 양승학. (~2024년)
- 조선민주주의인민공화국의 음악가, 작곡가 최성환.
- 미국의 가수 보비 대린. (~1973년)
- 중국의 작가 션룽. (~2024년)
- 대한민국의 전 증권감독원 상임위원 이상혁.
- 대한민국의 철학자 이영호.
- 대한민국의 공무원 최훈.

## 사망

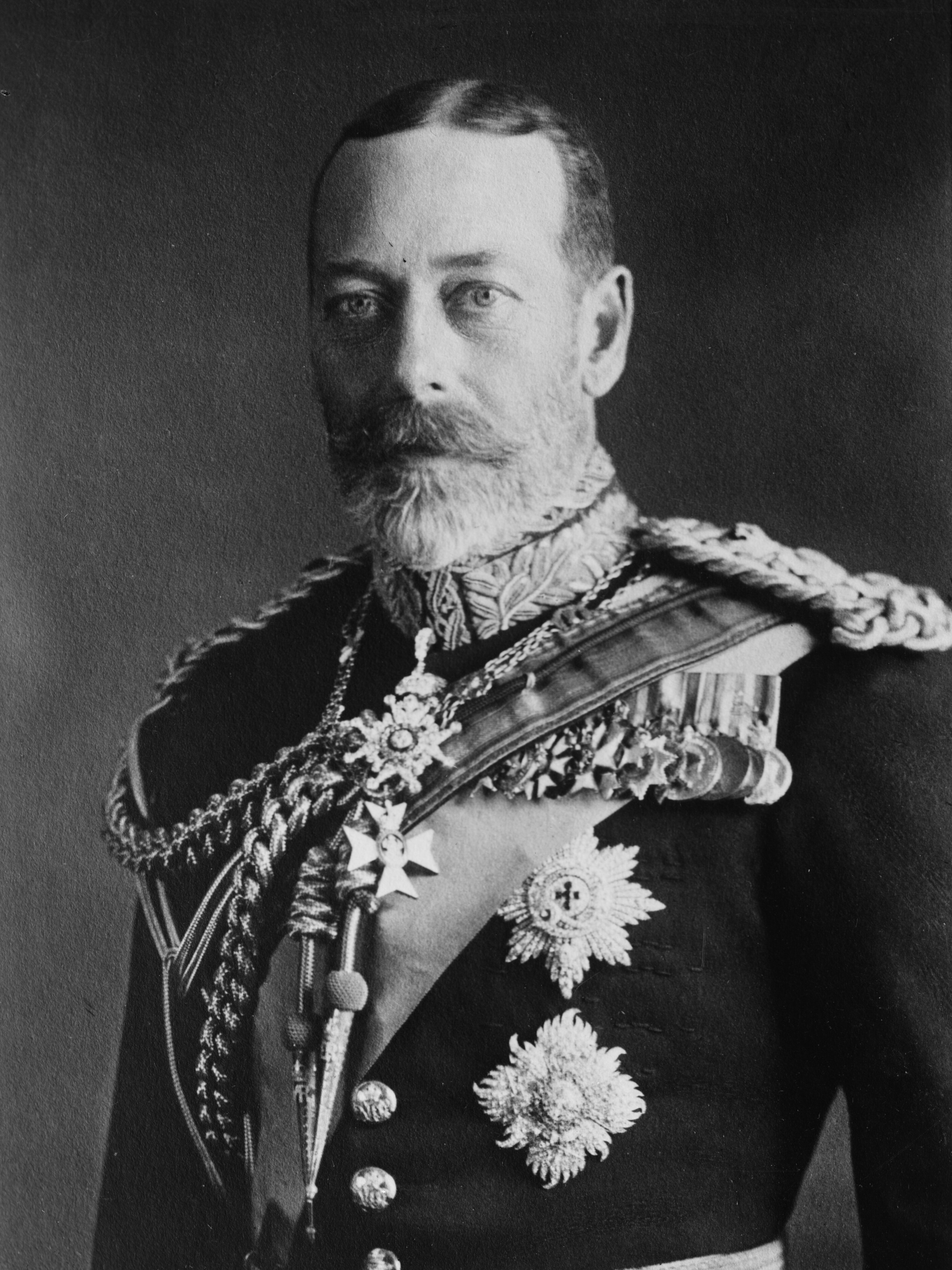
조지 5세

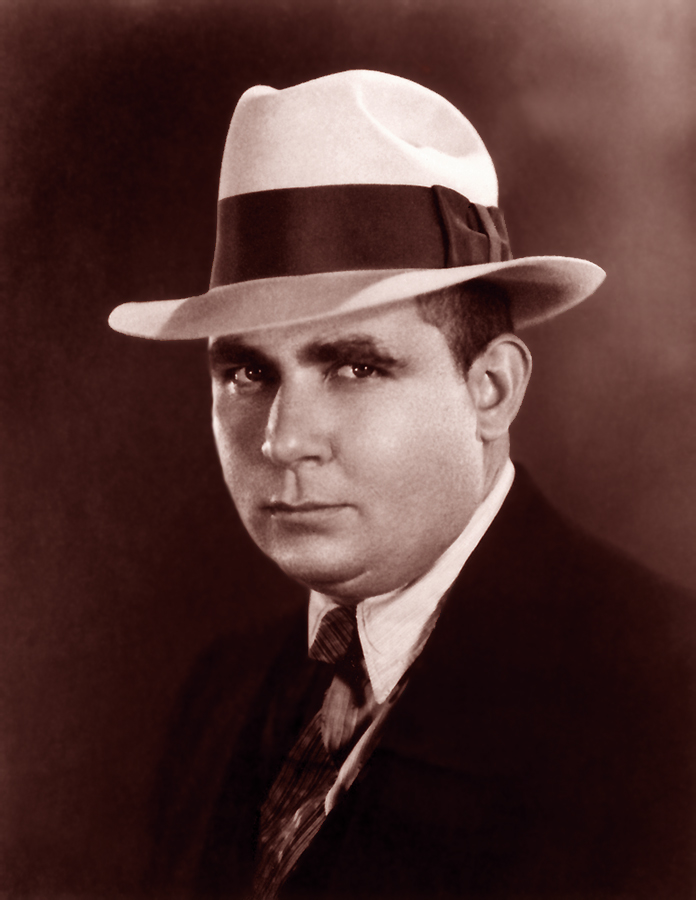
로버트 E. 하워드

- 1월 11일 - 일본의 평론가이자 소설가, 이쿠타 조코. (1882년~)
- 1월 20일 - 영국의 국왕 조지 5세. (1865년~)
- 2월 26일
  - 일본의 정치인, 군인 사이토 마코토. (1858년~)
  - 일본의 정치인 다카하시 고레키요. (1854년)
- 2월 27일 - 러시아의 생리학자 이반 페트로비치 파블로프. (1849년~)
- 3월 21일 - 러시아의 작곡가 알렉산드르 글라주노프. (1865년~)
- 4월 9일 - 프랑스의 천문학자 모리스 아미. (1861년~)
- 6월 11일 - 미국의 작가 로버트 E. 하워드. (1906년~)
- 7월 9일 - 일본의 우익 사상가 곤도 세이쿄. (1868년~)

## 노벨상
- 물리학상 - 빅터 헤스 (오스트리아), 칼 앤더슨 (미국) 공동 수상
- 화학상 - 피터 디바이 (네덜란드)
- 생리학·의학상 - 오토 뢰비 (독일), 헨리 핼릿 데일경 (영국) 공동수상
- 평화상 - 카를로스 사베드라 라마스 (아르헨티나)
- 문학상 - 유진 오닐

## 달력
| 1월 |    |    |    |    |    |    |
| 일  | 월 | 화 | 수 | 목 | 금 | 토 |
|     |    |    | 1  | 2  | 3  | 4  |
| 5   | 6  | 7  | 8  | 9  | 10 | 11 |
| 12  | 13 | 14 | 15 | 16 | 17 | 18 |
| 19  | 20 | 21 | 22 | 23 | 24 | 25 |
| 26  | 27 | 28 | 29 | 30 | 31 |    |

| 2월 |    |    |    |    |    |    |
| 일  | 월 | 화 | 수 | 목 | 금 | 토 |
|     |    |    |    |    |    | 1  |
| 2   | 3  | 4  | 5  | 6  | 7  | 8  |
| 9   | 10 | 11 | 12 | 13 | 14 | 15 |
| 16  | 17 | 18 | 19 | 20 | 21 | 22 |
| 23  | 24 | 25 | 26 | 27 | 28 | 29 |

| 3월 |    |    |    |    |    |    |
| 일  | 월 | 화 | 수 | 목 | 금 | 토 |
| 1   | 2  | 3  | 4  | 5  | 6  | 7  |
| 8   | 9  | 10 | 11 | 12 | 13 | 14 |
| 15  | 16 | 17 | 18 | 19 | 20 | 21 |
| 22  | 23 | 24 | 25 | 26 | 27 | 28 |
| 29  | 30 | 31 |    |    |    |    |

| 4월 |    |    |    |    |    |    |
| 일  | 월 | 화 | 수 | 목 | 금 | 토 |
|     |    |    | 1  | 2  | 3  | 4  |
| 5   | 6  | 7  | 8  | 9  | 10 | 11 |
| 12  | 13 | 14 | 15 | 16 | 17 | 18 |
| 19  | 20 | 21 | 22 | 23 | 24 | 25 |
| 26  | 27 | 28 | 29 | 30 |    |    |

| 5월 |    |    |    |    |    |    |
| 일  | 월 | 화 | 수 | 목 | 금 | 토 |
|     |    |    |    |    | 1  | 2  |
| 3   | 4  | 5  | 6  | 7  | 8  | 9  |
| 10  | 11 | 12 | 13 | 14 | 15 | 16 |
| 17  | 18 | 19 | 20 | 21 | 22 | 23 |
| 24  | 25 | 26 | 27 | 28 | 29 | 30 |
| 31  |    |    |    |    |    |    |

| 6월 |    |    |    |    |    |    |
| 일  | 월 | 화 | 수 | 목 | 금 | 토 |
|     | 1  | 2  | 3  | 4  | 5  | 6  |
| 7   | 8  | 9  | 10 | 11 | 12 | 13 |
| 14  | 15 | 16 | 17 | 18 | 19 | 20 |
| 21  | 22 | 23 | 24 | 25 | 26 | 27 |
| 28  | 29 | 30 |    |    |    |    |

| 7월 |    |    |    |    |    |    |
| 일  | 월 | 화 | 수 | 목 | 금 | 토 |
|     |    |    | 1  | 2  | 3  | 4  |
| 5   | 6  | 7  | 8  | 9  | 10 | 11 |
| 12  | 13 | 14 | 15 | 16 | 17 | 18 |
| 19  | 20 | 21 | 22 | 23 | 24 | 25 |
| 26  | 27 | 28 | 29 | 30 | 31 |    |

| 8월 |    |    |    |    |    |    |
| 일  | 월 | 화 | 수 | 목 | 금 | 토 |
|     |    |    |    |    |    | 1  |
| 2   | 3  | 4  | 5  | 6  | 7  | 8  |
| 9   | 10 | 11 | 12 | 13 | 14 | 15 |
| 16  | 17 | 18 | 19 | 20 | 21 | 22 |
| 23  | 24 | 25 | 26 | 27 | 28 | 29 |
| 30  | 31 |    |    |    |    |    |

| 9월 |    |    |    |    |    |    |
| 일  | 월 | 화 | 수 | 목 | 금 | 토 |
|     |    | 1  | 2  | 3  | 4  | 5  |
| 6   | 7  | 8  | 9  | 10 | 11 | 12 |
| 13  | 14 | 15 | 16 | 17 | 18 | 19 |
| 20  | 21 | 22 | 23 | 24 | 25 | 26 |
| 27  | 28 | 29 | 30 |    |    |    |

| 10월 |    |    |    |    |    |    |
| 일   | 월 | 화 | 수 | 목 | 금 | 토 |
|      |    |    |    | 1  | 2  | 3  |
| 4    | 5  | 6  | 7  | 8  | 9  | 10 |
| 11   | 12 | 13 | 14 | 15 | 16 | 17 |
| 18   | 19 | 20 | 21 | 22 | 23 | 24 |
| 25   | 26 | 27 | 28 | 29 | 30 | 31 |

| 11월 |    |    |    |    |    |    |
| 일   | 월 | 화 | 수 | 목 | 금 | 토 |
| 1    | 2  | 3  | 4  | 5  | 6  | 7  |
| 8    | 9  | 10 | 11 | 12 | 13 | 14 |
| 15   | 16 | 17 | 18 | 19 | 20 | 21 |
| 22   | 23 | 24 | 25 | 26 | 27 | 28 |
| 29   | 30 |    |    |    |    |    |

| 12월 |    |    |    |    |    |    |
| 일   | 월 | 화 | 수 | 목 | 금 | 토 |
|      |    | 1  | 2  | 3  | 4  | 5  |
| 6    | 7  | 8  | 9  | 10 | 11 | 12 |
| 13   | 14 | 15 | 16 | 17 | 18 | 19 |
| 20   | 21 | 22 | 23 | 24 | 25 | 26 |
| 27   | 28 | 29 | 30 | 31 |    |    |

### 음양력 대조 일람
| 음력월 | 월건 | 대소 | 음력 1일의 양력 월일 | 음력 1일 간지 |
| ------ | ---- | ---- | -------------------- | ------------- |
| 1월    | 경인 | 대   | 1월 24일             | 을사          |
| 2월    | 신묘 | 소   | 2월 23일             | 을해          |
| 3월    | 임진 | 소   | 3월 23일             | 갑진          |
| 윤3월  |      | 대   | 4월 21일             | 계유          |
| 4월    | 계사 | 소   | 5월 21일             | 계묘          |
| 5월    | 갑오 | 대   | 6월 19일             | 임신          |
| 6월    | 을미 | 소   | 7월 19일             | 임인          |
| 7월    | 병신 | 대   | 8월 17일             | 신미          |
| 8월    | 정유 | 소   | 9월 16일             | 신축          |
| 9월    | 무술 | 대   | 10월 15일            | 경오          |
| 10월   | 기해 | 대   | 11월 14일            | 경자          |
| 11월   | 경자 | 대   | 12월 14일            | 경오          |
| 12월   | 신축 | 소   | 1937년 1월 13일      | 경자          |